# Trichoniscus nicaeensis
Trichoniscus nicaeensis is een pissebed uit de familie Trichoniscidae. De wetenschappelijke naam van de soort is voor het eerst geldig gepubliceerd in 1953 door Legrand.